# Петриков, Николай Александрович
Николай Александрович Петриков (1924—2003) — участник Великой Отечественной войны, полный кавалер ордена Славы.

## Биография
Родился 5 декабря 1924 года в селе Гладкое (ныне — Мценского района Орловской области) в семье крестьянина. Русский. В детстве с родителями переехал в совхоз «Культура» Чернского района Тульской области. Окончил 7 классов средней школы в селе Ержино. После окончания курсов трактористов работал в совхозе по специальности. Два месяца находился в оккупации, после освобождения территории добровольцем пришел в военкомат (восемнадцать еще не исполнилось).
В феврале 1942 года был призван в Красную Армию Мценским горвоенкоматом. С марта того же года участвовал в боях с захватчиками. Воевал на Брянском, Воронежском, 1-м и 2-м Украинских фронтах.
К осени 1943 года воевал в 931-го стрелкового полка 240-й стрелковой дивизии, был бронебойщиком, командиром отделения противотанковых ружей. В августе 1943 года дивизия перешла в наступление в ходе Сумско-Прилукской операции и 24 сентябре передовыми частями вышла к Днепру. В этих наступательных боях за освобождение левобережной Украины младший сержант Петриков заслужил первые боевые награды.
7 сентябре 1943 года в боях за хутор Шматив (Ульяновский район Сумской области) со своим отделением отразил две контратаки противника, лично уничтожил несколько гитлеровцев, был награжден медалью «За отвагу».
В ноябре 1943 года боях на подступах к городу Киев, отражая контратаку, расстрелял танковый десант и экипажи танков, когда те были подожжены. В боях на улицах г. Киева уничтожил 2 пулеметных расчета и расчет миномета. Командиром полка был представлен к награждению орденом Отечественной войны 2-й степени. Командиром дивизии статус награды был изменен.
Приказом по частям 240-й стрелковой дивизии (№ 42/н) от 3 декабря 1943 года награжден орденом Славы 3-й степени. Наград осталась не врученной.
25-28 января 1944 года в ожесточенных боях в районе поселка Цибулев (Монастырищенский район Черкасской области) сержант Петриков с отделением огнем из пулемета подавил 2 огневые точки противника, уничтожил свыше 10 гитлеровцев и удержал занимаемый рубеж.
Приказом по частям 240-й стрелковой дивизии (№ 19/н) от 21 февраля 1944 года награжден орденом Славы 3-й степени (повторно).
В августе 1944 года, в боях в ходе Ясско-Кишинёвской операции был тяжело ранен. Долго лечился в госпиталях и в свою часть не вернулся. К весне 1945 года воевал разведчиком роты управления 22-й гвардейской танковой бригады, с которой прошел до конца войны.
В наступательных боях в Южной Венгрии с 18 марта 1945 года сержант Петриков со своим отделением находясь впереди боевых порядков и своевременно докладывал о появлении противника. В населенном пункте Замоль уничтожил из личного оружия 9 немецких солдат и забросал гранатами 4 повозки с военным имуществом. В бою на подступах к городу Веспрем (Венгрия) уничтожил пулеметную точку, охранявшую переправу через канал. В районе города Шопрон (Венгрия), находясь на наблюдательном пункте, своевременно обнаружил танки и пехоту противника. Был представлен к награждению орденом Славы 2-й степени.
14 апреля 1945 года в районе города Клостернайбург (Австрия) сержант Петриков с группой разведчиков провел разведку населенного пункта. Затем ворвался в опорный пункт противника, в рукопашной схватке уничтожил несколько пехотинцев, одного взял в плен. Был вновь представлен к награждению орденом Славы 2-й степени.
Приказами по войскам 6-й гвардейской танковой армии (№ 71/н) от 30 апреля 1945 года (за бои в Венгрии в марте 1945) и (№ 99/н) от 27 мая 1945 года (за бои в Австрии) награжден двумя орденами Славы 2-й степени. Последний оставался не врученным.
День Победы встретил в столице Чехословакии Праге. После окончания боев в Европе в составе своей части был переброшен на Дальний Восток. Участвовал в Маньчжурской стратегической наступательной операции. Войну закончил в Порт-Артуре. В апреле 1947 года был демобилизован.
Вернулся в родной совхоз. Работал комбайнером, механиком в тракторной бригаде. Член ВКП(б)/КПСС с 1947 года.
Через 20 лет после Победы был исправлена ошибка с фронтовыми награждениями орденом Славы.
Указом Президиума Верховного Совета СССР от 27 марта 1965 года приказы о награждении орденами Славы 3-й степени от 3 декабря 1943 года и 2-й степени от 27 мая 1945 года были отменены, Петриков Николай Александрович награжден орденами Отечественной войн 2-й степени и Славы 1-й степени соответственно. Стал полным кавалером ордена Славы.
Жил в поселке Южный Чернского района Тульской области, затем в поселке Чернь. Скончался 10 мая 2003 года. Похоронен на кладбище поселка Ержино.

## Награды
- Орден Славы 1 степени (27 марта 1965—№ 2634);
- 2 ордена Славы 2 степени (30 апреля 1945—№ 26096 и 27 мая 1945);[комм 1][1][2]
- 2 ордена Славы 3 степени (21 февраля 1944—№ 50566 и 3 декабря 1943);[комм 2][3][4]
- Орден Отечественной войны 1 степени (11 марта 1985);[5]
- Орден Отечественной войны 2 степени (27 марта 1965);
- Медаль «За отвагу» (11 сентября 1943);[6]
- медали.

## Комментарии
1. ↑  В 1965 второй орден заменен на Орден Славы 1 степени
2. ↑  Первый орден не был вручен